# 극장판 Go! 프린세스 프리큐어 Go!Go!! 호화 3편!!!
《극장판 Go! 프린세스 프리큐어 Go!Go!! 호화 3편!!!》(일본어: 映画 Go!プリンセスプリキュア Go!Go!!豪華3本立て!!!)은 Go! 프린세스 프리큐어의 극장판 애니메이션. 2015년 10월 31일 공개. 큐어 스칼렛, 유이, 미스 샤무르, 클로로가 영화 첫 출연. 시리즈로는 최초의 3본입으로 구성되어 상영된다.

## 참고 자료
- “映画 Go!プリンセスプリキュア Go!Go!!豪華3本立て!!!”. 2021년 9월 5일에 확인함.